# Gare de Turckheim
Gare de Turckheim vasútállomás Franciaországban, Turckheim településen.

## Vasútvonalak
Az állomást az alábbi vasútvonalak érintik:
- Colmar–Metzeral-vasútvonal

## Kapcsolódó állomások
A vasútállomáshoz az alábbi állomások vannak a legközelebb:
- Gare d’Ingersheim
- Gare de Saint-Gilles